# Adriaen van Ostade

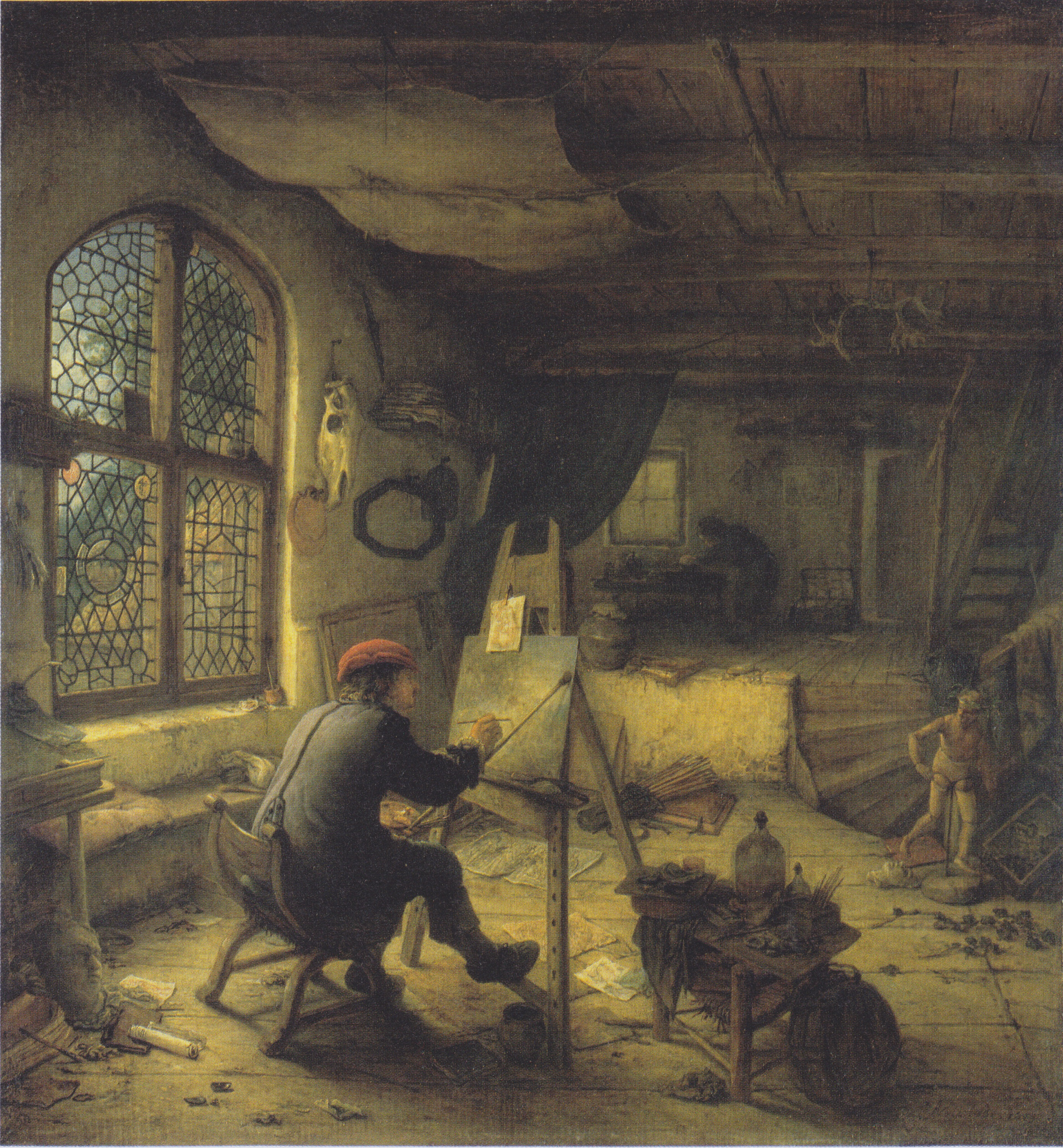
A. Van Ostade, L'Artiste dans son atelier (1663).

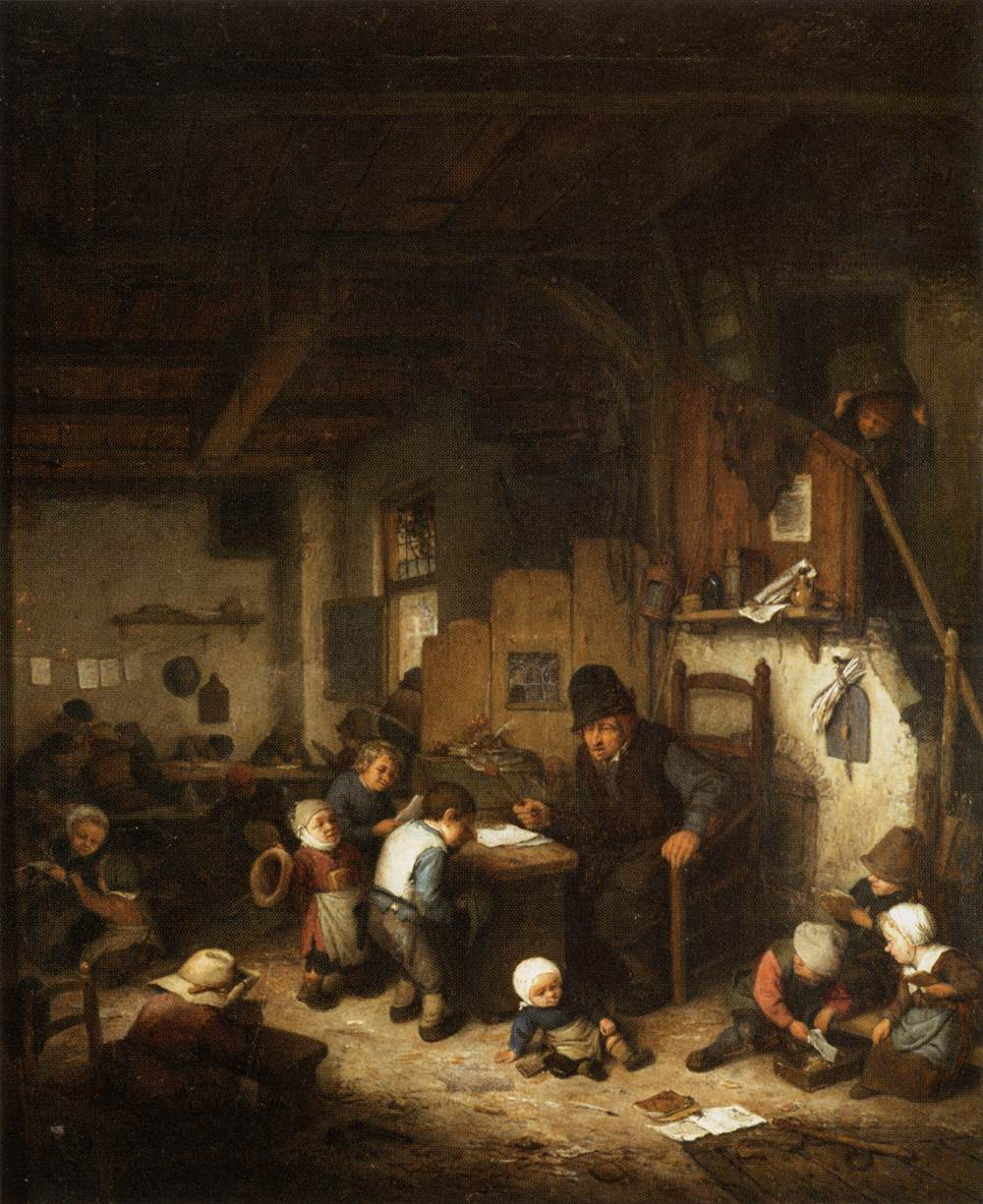
Le Maître d’école, daté 1662 (musée du Louvre, Paris).

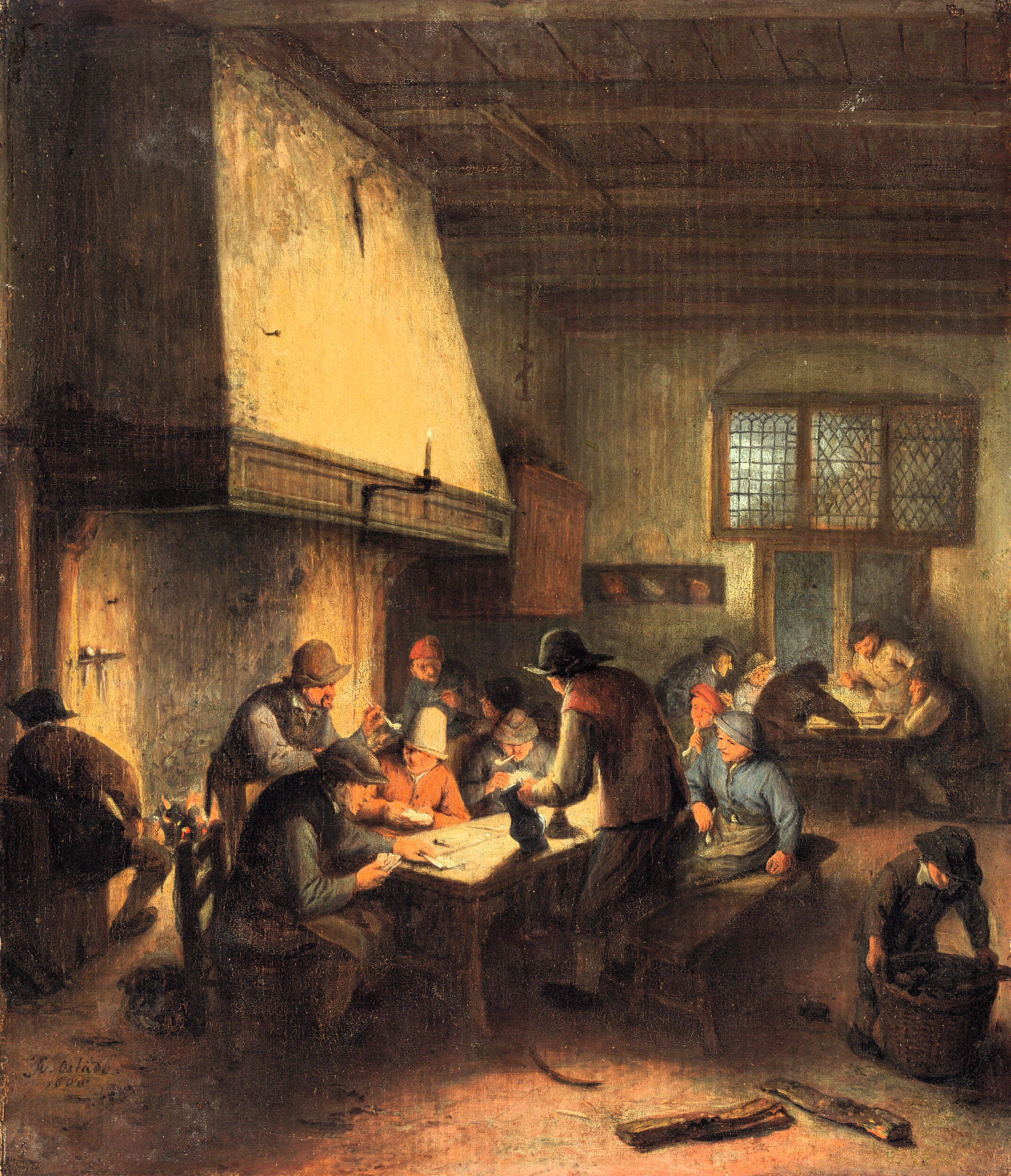
Scène de taverne, v. 1660-1665 (National Gallery of Art, Washington).

Adriaen van Ostade, né Adriaen Hendricx, baptisé le 10 décembre 1610 à Haarlem, où il est enterré le 2 mai 1685, est un peintre et graveur néerlandais spécialisé dans la scène de genre, et plus particulièrement l'illustration de la vie paysanne. Ses œuvres, très nombreuses et de format réduit pour la plupart, héritières de Brueghel l'Ancien, sont notamment caractérisées par un traitement caricatural des personnages et un certain humour.

## Biographie
Adriaen van Ostade est né en décembre 1610 à Haarlem. Son père, Jan Hendricx van Ostade, tisserand, était originaire d’Eindhoven – il se présentait d’ailleurs lui-même sous le nom de Jan Hendericx van Eynthoven. Il avait rencontré sa future femme, Jenneken Henricx, à Woensel. Au début des années 1600, ils étaient venus s’installer à Haarlem. C'est là qu'ils se sont mariés, le 16 janvier 1605. Adriaen, leur troisième enfant, est baptisé le 18 décembre 1610. Le huitième enfant du couple, Isaac, après avoir été l’élève d’Adriaen, devait devenir peintre lui aussi.
Selon Arnold Houbraken, c'est auprès de Frans Hals (v.1581-1666) qu'Adriaen van Ostade aurait fait son apprentissage vers 1627 à Utrecht, en compagnie d’Adriaen Brouwer (v.1605-1638) et Jan Miense Molenaer (v. 1610-1668). L’œuvre de van Ostade partage cependant davantage de points communs avec celle de Brouwer qu'avec celle de Hals.
D'après les documents, van Ostade est actif comme peintre dès 1632, et c’est à partir de l’année suivante qu’il commence à réaliser des œuvres dans un genre hérité de Brueghel l'Ancien, genre auquel il restera fidèle quasiment tout au long de sa carrière. En 1634, il est admis dans la guilde de Saint-Luc de Haarlem, au sein de laquelle il exercera plusieurs fonctions, dont celle de doyen en 1647 et en 1661. À l’âge de 26 ans, il incorpore la garde civile de la ville, et se marie deux ans plus tard. Sa femme meurt en 1640. Isaac, son frère cadet, qu’il avait formé à la peinture et qui était à ses côtés jusqu’en 1641, année où il avait ouvert son propre atelier, meurt quant à lui en 1649.
En 1657, Adriaen van Ostade se convertit au catholicisme et épouse en secondes noces une dénommée Anna Ingels. Celle-ci meurt à son tour en 1666.
Ses dernières œuvres datées ne montrent aucun signe de déclin. Il meurt à Haarlem en 1685 et est enterré dans l’église Saint-Bavon (Grote kerk St-Bavo) le 2 mai.
Outre son propre frère Isaac, Van Ostade semble avoir eu aussi pour élèves Cornelis Bega, Cornelis Dusart et Richard Brakenburg.

## Style

### Influence de David Teniers le Jeune
Van Ostade fut le contemporain de David Teniers le Jeune et d’Adriaen Brouwer. Tout comme eux, il passa sa vie à dépeindre les sujets les plus ordinaires : scènes de taverne, fêtes de villages et le milieu paysan en général. Ce qui distingue van Ostade de Teniers, c’est que la condition des classes agricoles, l’atmosphère ainsi que les habitations étaient différentes au Brabant septentrional et en Hollande. Le Brabant étant plus ensoleillé et bénéficiant d’un plus grand confort, l’œuvre de Teniers est plus argentée et étincelante, et les gens qu’il peint représentent fidèlement leur culture. La Hollande, près d’Haarlem, semble avoir davantage souffert de la guerre ; l’air y est humide et embrumé, et les gens dépeints par van Ostade sont marqués par le sceau de l’adversité dans leurs traits et leur habit.

### Influence d'Adriaen Brouwer
Adriaen Brouwer, qui a peint le paysan néerlandais dans ses gaietés et ses passions, est resté plus fidèle que van Ostade à l’esprit de Frans Hals dans ses représentations, mais le type d’œuvre est identique. Durant les premières années de sa carrière, van Ostade tend vers la même exagération et la même gaieté, mais il se distingue de Brouwer par un traitement particulier de la lumière et de l’ombre, avec un recours assez régulier au clair-obscur. Ses harmonies restèrent pendant un certain temps limitées aux tons de gris, mais son traitement est sec et prudent dans un style qui ne fuit ni les difficultés ni les détails. Il nous montre les maisons des campagnes : à l’extérieur, des feuilles de vigne masquent la pauvreté des murs ; à l’intérieur, les charpentes sont à nu, les cheminées croulantes, et ce sont des échelles qui font office d’escaliers : la maison rustique néerlandaise de l’époque. La force de van Ostade est que, souvent, il réussit à capturer le côté poétique de la classe paysanne en dépit de son caractère grossier. Il a éclairé d’une lumière magique leurs humbles divertissements, leurs querelles, et même leurs humeurs et plaisirs moins bruyants ; il a revêtu leurs maisons en ruines de végétation gracieuse.

### Influence de Rembrandt

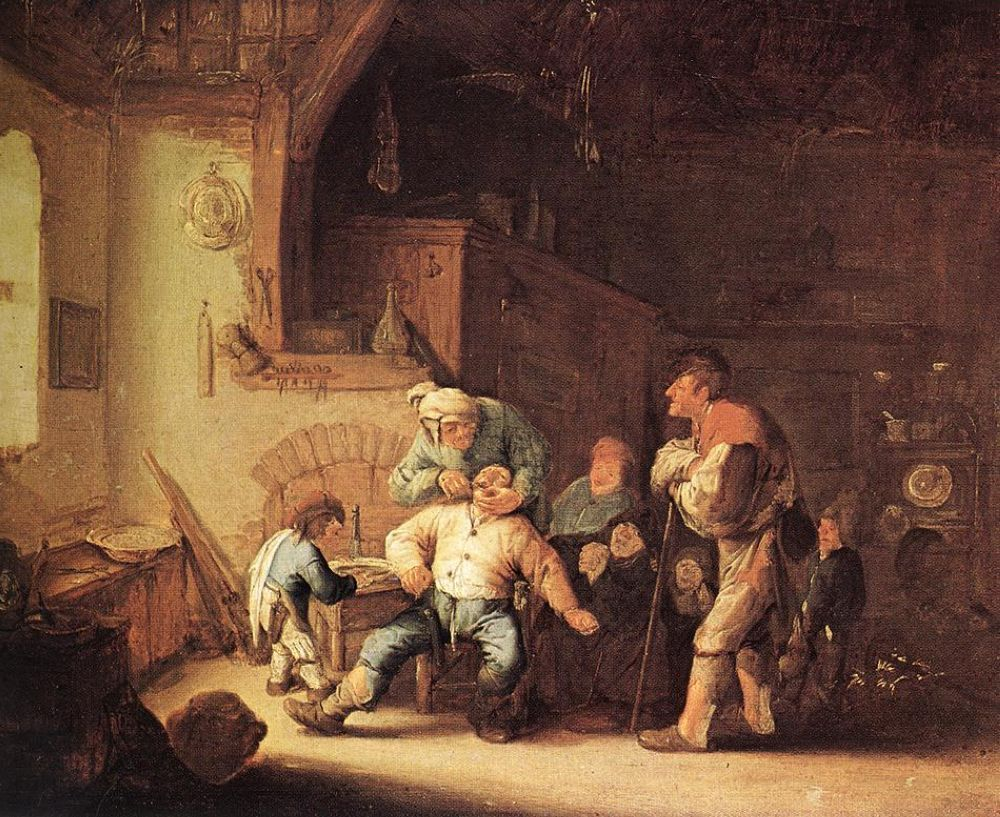
Barbier de village arrachant une dent, v. 1637 (Kunsthistorisches Museum, Gemäldegalerie, Vienne).

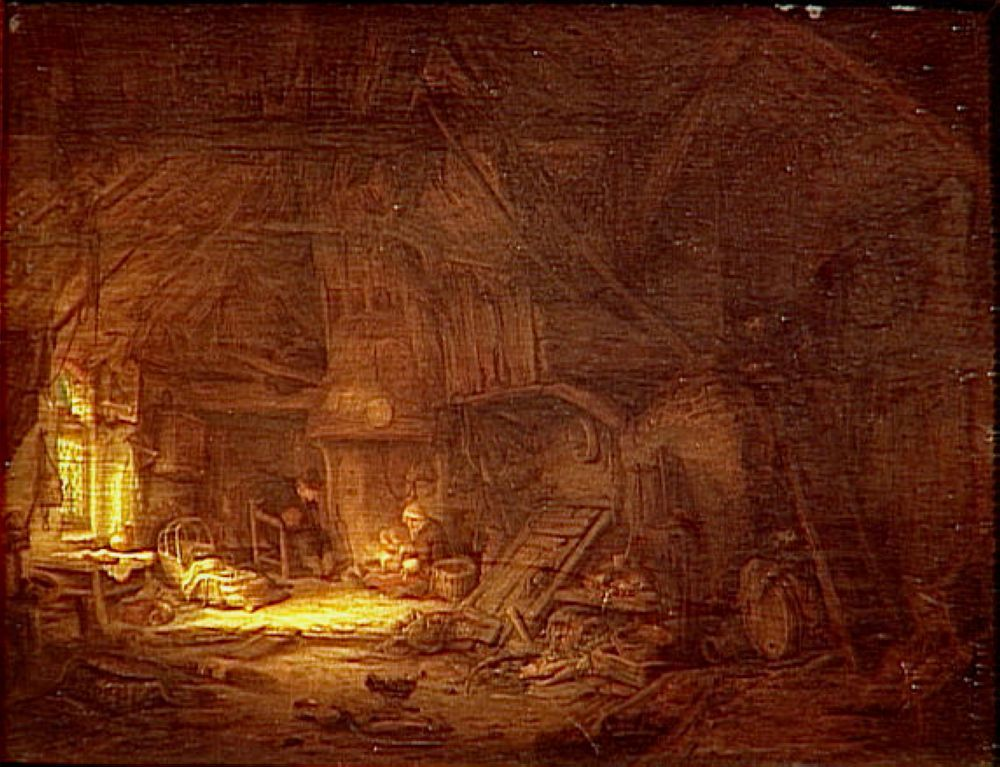
Intérieur de chaumière avec famille près de l'âtre, 1642 (musée du Louvre, Paris).

Étant donné la tendance à l’effet qui dès le début caractérise van Ostade, celui-ci devait naturellement éprouver l’envie de rivaliser avec les chefs-d’œuvre de Rembrandt. Ses premiers tableaux ne sont pas tellement rares, et l’on peut suivre la façon dont il a glissé d’une période vers une autre. Avant la mise en vente de la collection de Jakob Gsell à Vienne en mars 1872, on pouvait aisément étudier les harmonies de gris acier, la caricature exagérée de ses premières œuvres, entre 1632 en 1638. Des tableaux comme Taverne de village avec quatre personnages (Residenzgalerie, Salzbourg, 1635), Danse de paysans dans un grange (musée Liechtenstein, Vienne, 1635), Intérieur de cabaret (musée du Louvre, vers 1636), Barbier de village arrachant une dent (Kunsthistorisches Museum de Vienne, non signé, vers 1637), entre autres, viennent cependant pallier la dispersion de la collection Gsell. La plupart de ces pièces sont marquées par le même style.
Vers 1638 ou 1640, on observe un soudain changement dans le style de van Ostade sous l’influence de Rembrandt. À cette époque, il peint L'Annonce aux bergers (musée Herzog Anton Ulrich, Brunswick) : la scène – des anges apparaissent dans le ciel à des paysans néerlandais à moitié endormis devant une maison de village au milieu de leur bétail, leurs moutons et leur chien – fait immédiatement venir à l’esprit le sujet similaire traité par Rembrandt (L’Annonce aux bergers, Musée du Louvre, Paris), où les groupes principaux sont éclairés de manière efficace par les rayons projetés sur terre depuis un ciel nuageux. Van Ostade n’est cependant pas parvenu à insuffler dans sa version une force et une expression dramatique : ses bergers ne montrent pas beaucoup d’émotion, de passion ou de surprise. Son tableau constitue un effet de lumière, et est maîtrisé en tant que tel, dans ses touches superficielles de tons brun clair relevées par des lumières rendues par davantage de matière, mais il ne possède pas ces qualités qui rendent intéressants ses sujets habituels.
L’Intérieur de chaumière avec famille près de l’âtre conservé au Louvre, réalisé en 1642, montre un couple et leur enfant assis près d’une grande cheminée, dans l’unique pièce d’une maison de village obscure, faiblement éclairée par un rayon de soleil traversant la fenêtre. On pourrait s’imaginer que le peintre avait pour intention de représenter la Nativité ; mais rien dans la scène ne fait référence au sacré ; il ne s’y trouve même rien de particulièrement attirant, en fait, si ce n’est une transparence dans le style de Rembrandt, les tons bruns, et le souci des moindres détails. Van Ostade était plus à l’aise pour appliquer un effet similaire dans la scène anecdotique de L'Abattage du porc, un des chefs-d’œuvre de 1643, qui faisait autrefois partie de la collection Gsell.
Dans ce sujet, ainsi que dans des sujets identiques des années précédentes et suivantes, il revient aux thèmes simples dans lesquels il était passé maître par sa puissance et un remarquable sens de l’observation. Il ne semble pas avoir abordé à nouveau de sujets tirés des évangiles avant 1667, année d’une Nativité qui, dans la composition et les couleurs, n’est surpassée que par les œuvres de Rembrandt :  La Sainte Famille, dite aussi Le Ménage du menuisier (musée du Louvre), ou une autre Sainte Famille de Rembrandt, également appelée La Famille du bûcheron (Gemäldegalerie Alte Meister de Cassel).

## Thèmes
Dans l’intervalle, les thèmes plus ordinaires auxquels van Ostade consacra ses pinceaux sont quasiment innombrables : depuis des petits personnages représentés seuls, bustes de poissonniers et autres boulangers, des groupes de fumeurs ou de buveurs, à des représentations plus complexes : allégories des cinq sens (musée de l'Ermitage de Saint-Pétersbourg), rixes dans des maisons à la campagne, des scènes de jeu, ou dans lesquelles interviennent des comédiens et des charlatans itinérants, ou encore des joueurs de quille.
L'intérieur de taverne est un thème récurrent dans son œuvre, depuis ses débuts comme peintre, jusqu'à la fin de sa carrière. Toutefois, le regard qu'il pose sur les paysans et leurs loisirs évolue : ses premières œuvres mettent l'accent sur les excès de leur comportement (paysans combattants, attrapant des femmes, vomissant ou urinant), alors que les dernières sont beaucoup plus respectueuses.

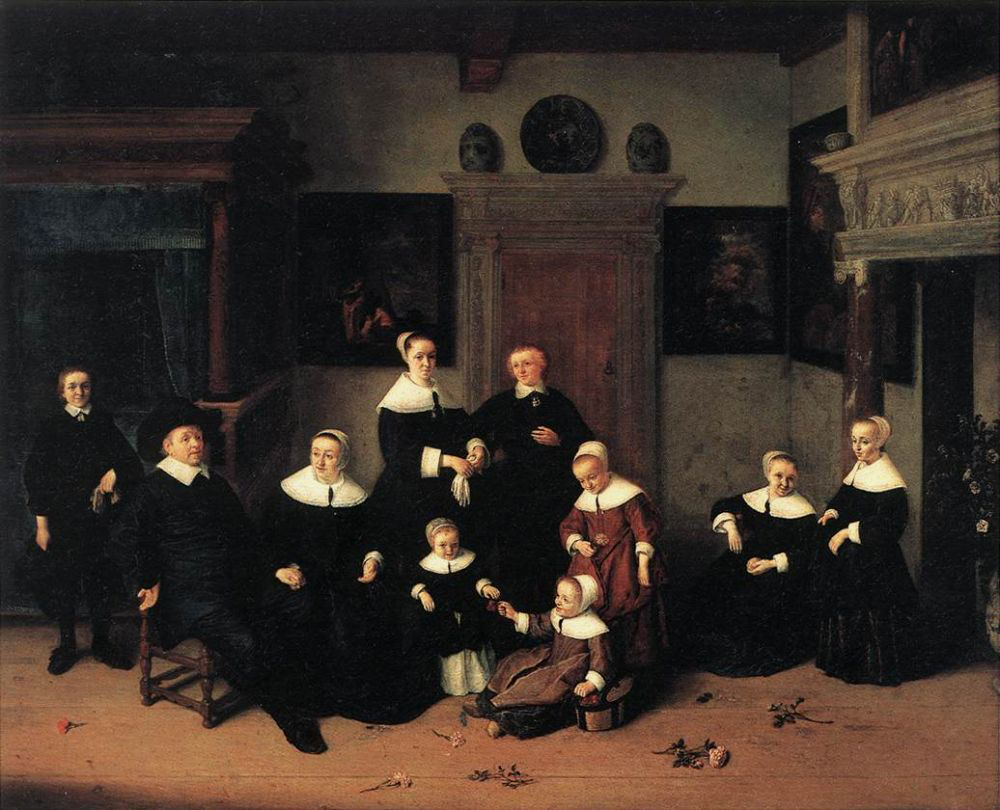
Portrait de famille dit autrefois La Famille du peintre, 1654 (musée du Louvre, Paris).

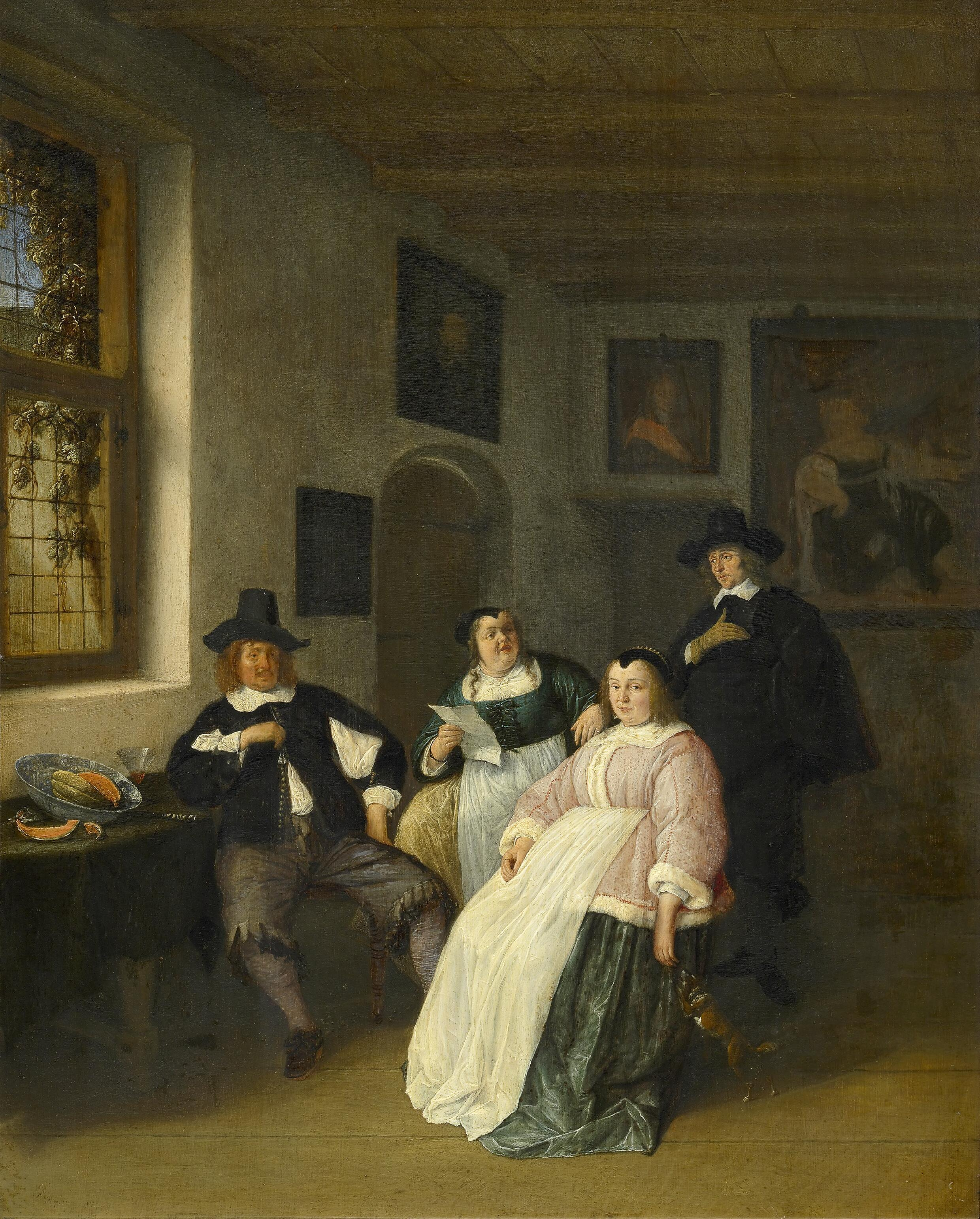
Portrait de la famille De Goyer et du peintre, v. 1650-1655 (musée Bredius, La Haye). – Deux tableaux atypiques dans l'œuvre d'Adriaen van Ostade.

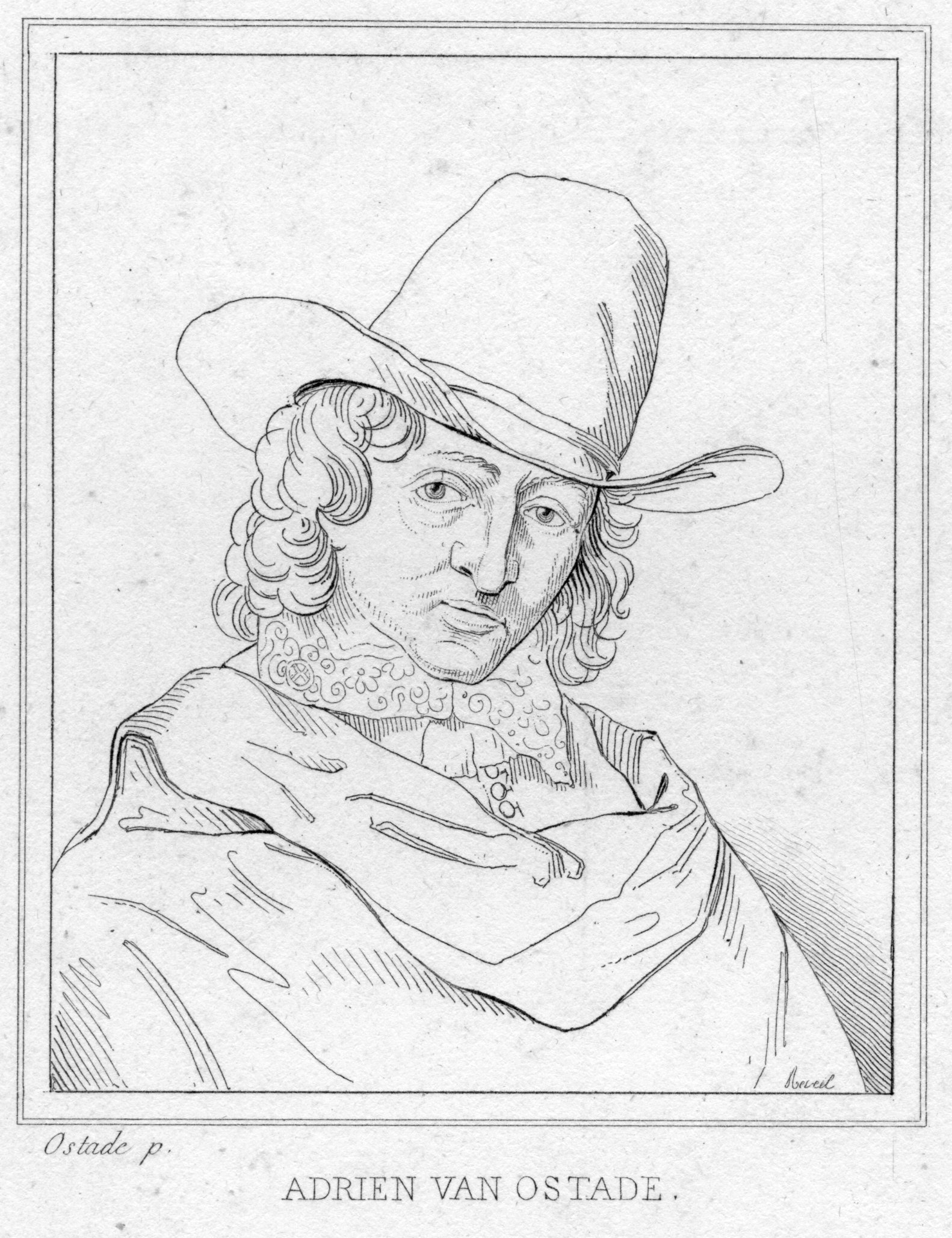
Adriaen van Ostade : gravure par Étienne-A. Réveil d'après un autoportrait

Certains de ses tableaux possèdent un humour communicatif. Parmi les plus remarquables, on peut citer : les Paysans dans une taverne de 1662 de la Mauritshuis de La Haye, Le Maître d’école de la même année, au Louvre (cfr. ill. plus haut), le Repos des chasseurs de 1671 du Rijksmuseum d'Amsterdam, et Le Ménétrier de 1673 de la Mauritshuis.

## Autoportrait
Un tableau conservé au Louvre et intitulé Portrait de famille fut autrefois considéré comme un autoportrait de l’artiste au milieu des siens : sur cette œuvre, posant en vêtements élégants dans une pièce cossue, figurent un père assis aux côtés de sa femme, leurs enfants – un garçon et cinq filles –, ainsi qu’un couple de jeunes mariés. Ce tableau est assez différent du reste de l’œuvre de van Ostade. Ce dernier, que l’on sache, n’a eu qu’une fille unique, ce qui rend la thèse d’un autoportrait fortement improbable.
Au Rijksmuseum d’Amsterdam se trouve la représentation, de dos, d’un peintre assis à son chevalet. Le broyeur de couleurs est au travail dans un coin, un élève prépare une palette, tandis qu’un chien noir dort par terre. L’œuvre fut exécutée vers 1640. Une réplique de ce tableau, datée de 1663, se trouve au musée de Dresde (cf. 1re ill.). Il est possible que, sur ces deux exemplaires, van Ostade se soit représenté lui-même mais, malheureusement, son visage n’est pas visible. Le peintre se montre par ailleurs en train de travailler à une toile dans une gravure ; il s'y est représenté de profil.
Le visage du peintre nous est toutefois connu par un autre tableau exécuté au début des années 1650, Portrait de la famille De Goyer et du peintre, qui se trouve actuellement au musée Bredius de La Haye. Des recherches d’archives ont en effet permis de l’identifier au côté des De Goyer, une importante famille d’Amsterdam : il s'agit de l'homme assis à gauche.

## Œuvres

### Inventaire et musées
À la mort d'Adriaen van Ostade, le stock de ses tableaux invendus représentait plus de deux cents pièces. Ses estampes furent mises aux enchères en même temps que les tableaux. Cinquante parmi celles-ci, la plupart datée de 1647-1648, furent vendues en 1686. À la fin du XIXe siècle, John Smith dénombrait 385 tableaux de van Ostade, tandis qu'en 1910, Cornelis Hofstede de Groot, dans son Catalogue raisonné basé sur celui de Smith, en estimait le nombre à plus de 900.
Ses eaux-fortes ont fait l'objet d'un catalogue raisonné, œuvre de Louis Godefroy. Il devrait être remplacé prochainement par un volume de la collection Hollstein. 
Aujourd'hui, l'art de van Ostade peut être étudié à travers une large série d’œuvres, souvent datées, qui ornent chaque capitale européenne. Les musées européens qui en possèdent le plus grand nombre sont le musée de l'Ermitage de Saint-Pétersbourg, le musée du Louvre de Paris et le Rijksmuseum d'Amsterdam. On en trouve aussi plusieurs exemples dans les collections de la cour d’Angleterre (Royal Collection). Le peintre est également représenté dans quelques grands musées américains. Cependant, beaucoup d'œuvres intéressantes figurent dans des collections privées.

### Signature
Les signatures de van Ostade varient selon les périodes, mais les deux premières lettres sont généralement entrelacées. Jusqu’en 1635, il écrivait son nom Ostaden. Plus tard, il utilisa le s long (ſ), et parfois, il signa en lettres capitales.

### Prix
Les prix auxquels van Ostade vendait ses œuvres ne sont pas connus ; grâce à elles, il semble toutefois avoir été en mesure de très bien gagner sa vie. Certains tableaux qui valaient l'équivalent de 50 € en 1750 valaient près de vingt-cinq fois plus un siècle plus tard, et le comte Dudley, en 1876, offrit l'équivalent de 4 130 € pour un intérieur d’une maison villageoise.
Aujourd'hui, un tableau comme Paysans faisant la fête dans une auberge, signé et exécuté vers 1633 selon B. Schnackenburg, est estimé entre 68 000 et 91 000 € environ et Paysans dansant dans une grange, signé et daté de 1635, d'un format plus grand, est quant à lui estimé entre 350 000 et 400 000 €. Il s'agit de deux œuvres de la première période du peintre.

### Dessins et aquarelles
On connaît de lui plus de quatre cents dessins. La plupart d'entre eux se composent d'esquisses à la craie ou à l'encre. Il s'agit d'œuvres autonome ou de projets pour ses nombreux tableaux et gravures.
Dans les dernières années de sa vie, il a réalisé de merveilleuses aquarelles sur papier. Il élaborait d'abord sa composition dans une étude préparatoire, puis il en traçait les contours avec un instrument pointu sur une feuille de mêmes dimensions qu'il retravaillait ensuite à l'aquarelle.

## Au cinéma
Au début du film Monsieur Klein de Joseph Losey dont l'action se déroule en 1942, le protagoniste achète à un Israélite désirant fuir la France le « Portrait d'un gentilhomme hollandais » d'Adriaen van Ostade pour 300 louis d'or, soit la moitié de sa valeur.